# Łętowice (województwo pomorskie)
Łętowice (kaszb. Łãtojce, niem. Lankewitz) – osada kaszubska w Polsce położona w województwie pomorskim, w powiecie puckim, w gminie Krokowa. W najbliższej okolicy znajdują się rezerwaty przyrody Zielone, Moroszka Bielawskiego Błota i Woskownica Bielawskiego Błota. 
Wieś szlachecka położona była w II połowie XVI wieku w powiecie puckim województwa pomorskiego. W latach 1975–1998 miejscowość administracyjnie należała do województwa gdańskiego.